# San Fernando (khu tự quản)
San Fernando là một khu tự quản thuộc bang Apure, Venezuela. Thủ phủ của khu tự quản San Fernando đóng tại San Fernando de Apure. Khự tự quản San Fernando có diện tích 5982 km2, dân số theo điều tra dân số ngày 21 tháng 10 năm 2001 là 131938 người.